# 파멜라 헨슬리

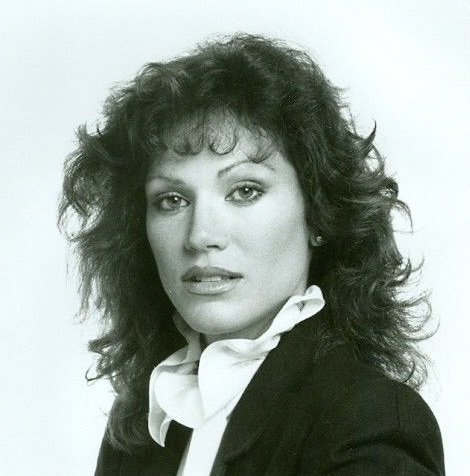

패멀라 헨즐리(Pamela Hensley, 1950년 10월 3일 ~ )는 미국의 배우, 논픽션 작가이다.
글렌데일에서 태어났다.

## 출연 작품
- Double Exposure (1982)
- 첩보원 실비아 (1980년)
- 별들의 전쟁 - 파일롯 (1979년)
- 별들의 전쟁(영어판) (1979년)
- 롤러볼 (1975년) - 맥키 역
- 초인 사베지 (1975년) - 모나 역
- 크루키드 맨 (1970년)

### 텔레비전
- 닥터 웰비 (1975-76)
- 6백만 달러의 사나이 (1977)
- 사랑의 유람선 (1984)